# Rhopalochernes panamensis
Rhopalochernes panamensis es una especie de arácnido  del orden Pseudoscorpionida de la familia Chernetidae.

## Distribución geográfica
Se encuentra en Palmera del Corozo (Panamá).